# Brusniatskoje
Brusniatskoje (ros. Бруснятское) – wieś (sieło) w Rosji, w obwodzie swierdłowskim, w rejonie biełojarskim. W 2010 liczyła 1370 mieszkańców.